# Хтоній
Хтоній (грец. Chthonios) — один з воїнів, який виріс із посіяних Кадмом зубів дракона і врятувався після жорстокої битви воїнів між собою;
Хтоній — епітет Аїда, Гермеса та інших богів, пов'язаних з підземним світом.